# Al-Qasim ibn Harún al-Rashid
Al-Qasim ibn Harún al-Rashid fue el tercer hijo varón del califa abasí Harún al-Rashid (que gobernó del 786 al 809). Durante cierto tiempo, fue el tercero en la línea de sucesión del Califato abasí.

## Origen y familia
Al-Qasim era el tercer hijo varón del califa al-Rashid, que lo había tenido con una concubina esclava llamada Qasif. La primogénita del califa, Sukaynah, era también hija de la misma madre. Durante su juventud, el tutor de al-Qasim fue el poderoso general Abd al-Malik ibn Salih. Merced a la influencia que este tenía con el califa, al-Qasim fue incluido en la línea de sucesión, en tercera posición, en el 802 o 803, poco después de la redacción de los llamados «documentos de La Meca», que habían establecido en las primeras posiciones a sus hermanos mayores, Muhammad (el califa al-Amin, que reinó en el periodo 809-813) y Abdallah (el califa al-Ma'mun, que reinó entre el 813 y el 833). Al mismo tiempo, al-Qasim recibió el laqab de al-Mu'tamin («el Fiable»); el califa determinó, sin embargo, que, cuando Abdallah alcanzase el trono, podría cambiar la lista de herederos en favor de sus propios hijos. Además, al-Rashid otorgó a al-Qasim el gobierno de las provincias lindantes con el Imperio bizantino (llamadas en conjunto al-Thughur wa-al-'Awasim), que se gobernaban desde Manbiy.

## Gobernador de la frontera bizantina
En calidad de tal, al-Qasim encabezó una incursión en Asia Menor en julio-agosto del 803. Asedió la estratégica fortaleza de Koron, mientras su lugarteniente al-'Abbas ibn Ja'far ibn Muhammad ibn al-Ash'ath hacía lo propio con otra que los árabes llamaban Sinán. Los bizantinos le propusieron liberar a trescientos veinte cautivos musulmanes si levantaba el cerco, y al-Qasim se avino a ello. En febrero del 808, cuando al-Rashid abandonó su residencia en Raqqa para emprender su segunda expedición al Jorasán, dejó a al-Qasim a cargo de la ciudad y a Juzayma ibn Jazim para que le aconsejase. Tras el fallecimiento del califa y el advenimiento de al-Amin en el 809, el nuevo soberano confirmó a al-Qasim en sus funciones de gobernador de al-'Awasim y jefe del Yund Qinnasrin, pero se le quitó la autoridad sobre la Alta Mesopotamia (Yazira), que pasó a Juzayma ibn Jazim. Finalmente, en el 810, el califa privó a al-Qasim de todos sus cargos, que entregó a Ibn Jazim, y lo trajo a Bagdad para que viviese bajo estrecha vigilancia. Al-Amin poco después retiró su nombre y el de Abdallah al-Ma'mun de las plegarias; este último se había rebelado contra el califa en el Jorasán. La subsiguiente Cuarta Fitna concluyó con la victoria de al-Ma'mun y la derrota y muerte de al-Amin, en el 813. Inmediatamente después de terminada la guerra civil entre los dos hermanos, el vencedor eliminó a al-Qasim de la lista de sucesión.